# Narongdet Kangkon
Narongdet Kangkon (Nakhon Sawan, 13 de novembro de 1996) é um voleibolista de praia tailandês.

## Carreira
No Circuito Mundial de 2019 conquistou ao lado de Banlue Nakprakhong a medalha de ouro no Aberto e Boracay, Filipinas, na categoria uma estrela.

## Títulos e resultados
- Torneio 1* de Boracay do Circuito Mundial de Vôlei de Praia:2019[1]